# Parsons (Tennessee)
Parsons és una població dels Estats Units a l'estat de Tennessee. Segons el cens del 2000 tenia 2.452 habitants.

## Demografia
Segons el cens del 2000, Parsons tenia 2.452 habitants, 1.063 habitatges, i 646 famílies. La densitat de població era de 242,1 habitants/km².
Dels 1.063 habitatges en un 24,5% hi vivien nens de menys de 18 anys, en un 44,9% hi vivien parelles casades, en un 12% dones solteres, i en un 39,2% no eren unitats familiars. En el 36,4% dels habitatges hi vivien persones soles el 18,3% de les quals corresponia a persones de 65 anys o més que vivien soles. El nombre mitjà de persones vivint en cada habitatge era de 2,17 i el nombre mitjà de persones que vivien en cada família era de 2,81.
Per edats la població es repartia de la següent manera: un 20,9% tenia menys de 18 anys, un 8,2% entre 18 i 24, un 23,6% entre 25 i 44, un 23,8% de 45 a 60 i un 23,5% 65 anys o més.
L'edat mediana era de 43 anys. Per cada 100 dones de 18 o més anys hi havia 73,3 homes.
La renda mediana per habitatge era de 22.688 $ i la renda mediana per família de 35.764 $. Els homes tenien una renda mediana de 27.326 $ mentre que les dones 17.326 $. La renda per capita de la població era de 18.077 $. Entorn del 15,6% de les famílies i el 19,6% de la població estaven per davall del llindar de pobresa.

## Poblacions més properes
El següent diagrama mostra les poblacions més properes.